# Caproni Ca.401
Il Caproni Ca. 401 è stato un progetto dell'ing. Giovanni Pegna e dello "Studio brevetti Gruppo Caproni" di un bimotore da caccia. Esso fu in parte realizzato nel febbraio del 1936 dalle Officine Reggiane, si caratterizzava per la presenza dei due motori racchiusi nella fusoliera, motori che inviavano il moto alle eliche poste sulle due ali con dei leveraggi. Ciò al fine di ridurre l'impatto frontale del velivolo garantendo la massima pulizia aerodinamica grazie alla mancanza delle gondole dei motori.
Il progetto valutò tre varianti: monoderiva, bideriva ed una con la classica presenza delle gondole dei due motori sulle ali.
Prima che il progetto fosse abbandonato fu costruito, della versione con motori intrafusoliera, un mockup in legno completo al 50%.

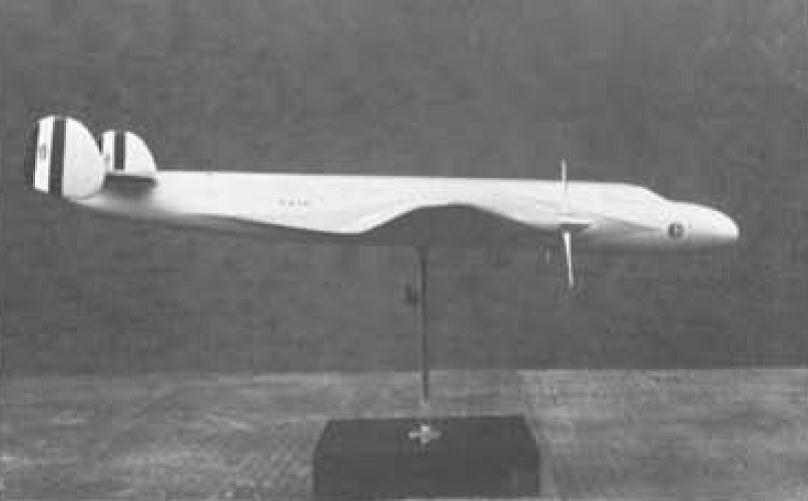
Modellino del Ca.401 bi-deriva visto di profilo
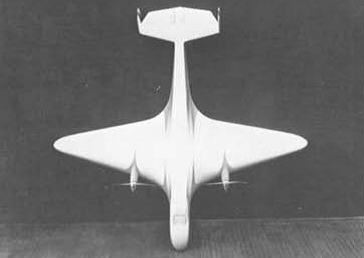
Modellino del Ca.401 bi-deriva visto dall'alto
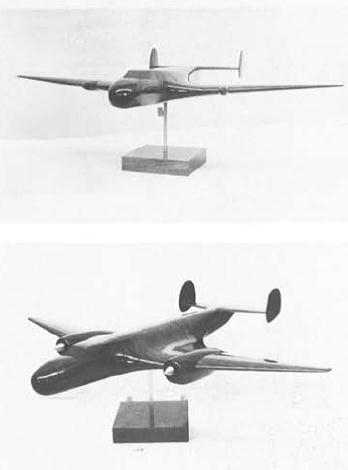
Due modellini del Ca.401 bi-deriva con gondole alari (sotto) e senza (sopra)
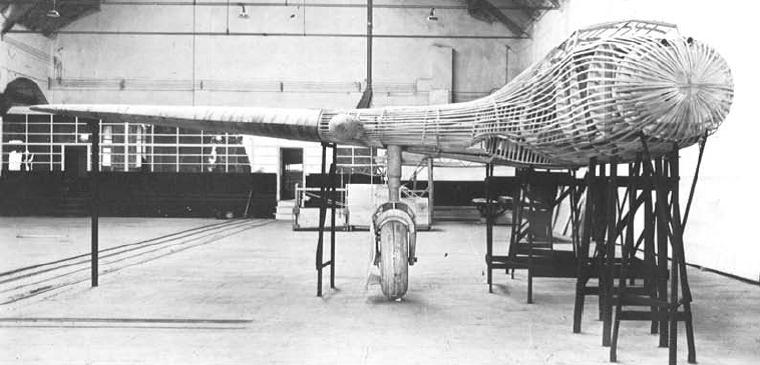
Mockup del Ca.401 visto di fronte
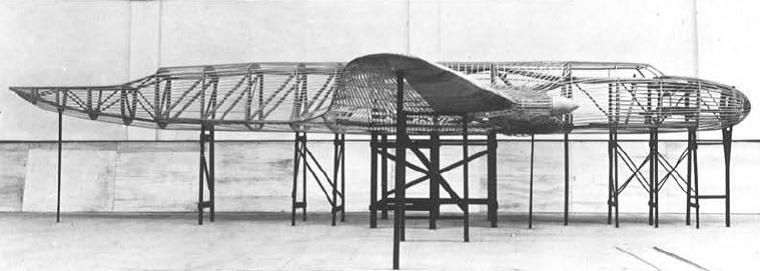
Mockup del Ca.401 di profilo destro